# Metz (группа)
METZ — канадская панк-рок-группа, образованная в 2007 году в Оттаве, в настоящее время базирующаяся в Торонто. Группа состоит из гитариста и вокалиста Алекса Эдкинса, басиста Криса Слорача и барабанщика Хейдена Мензиса. В интервью журналу The Cosmic Clash из Остина, Эдкинс назвал стиль METZ «панк-роком в своей основе».
Сырой и воинственный звук группы был хорошо задокументирован в их одноименном дебютном альбоме 2012 года, но последующие релизы, такие как Strange Peace 2017 года и Atlas Vending 2020 года, показали, что они могут усовершенствовать свой шумный подход, при этом ударяя так же сильно, как и раньше. С альбомом Up on Gravity Hill 2024 года музыка группы стала более мелодичной и динамичной, чем когда-либо прежде, хотя тематика и сила исполнения свидетельствовали о том, что это была типичная бескомпромиссная работа.

## Дискография
Альбомы
- METZ (2012, Sub Pop)
- II (2015, Sub Pop)
- Strange Peace (2017, Sub Pop)
- Atlas Vending (2020, Sub Pop)
- Up on Gravity Hill (2024, Sub Pop / Dine Alone)[7]

Сборник
- Automat (July 12, 2019, Sub Pop)

Концертные альбомы
- Live At Ramsgate Music Hall (July 3, 2020, Bandcamp Download Only Release)
- Live at the Opera House (August 4, 2021, Sub Pop)

Синглы
- "Soft Whiteout" / "Lump Sums" (January 13, 2009, We Are Busy Bodies)
- "Ripped On The Fence" / "Dry Up" (June 9, 2009, We Are Busy Bodies)
- "Negative Space" / "Automat" (August 10, 2010, We Are Busy Bodies)
- Metz / Fresh Snow - "Pig" / "BMX Based Tactics" (April 21, 2012, The Sonic Boom Recording Co. / Sub Pop) - "Pig" is a Sparklehorse cover
- "Pig" (April 21, 2012, The Sonic Boom Recording Co. / Sub Pop)
- "Dirty Shirt" (October 8, 2012, Sub Pop)
- Polaris Prize 2013 (2013, Scion Sessions / Sub Pop)
- "Wait In Line" Promo (November 13, 2015, Sub Pop)
- "Can't Understand" (December 4, 2015, Adult Swim / Sub Pop)
- "Eraser" (January 22, 2016, Sub Pop)
- Metz / Swami John Reis - "Let It Rust" / "Caught Up" (April 16, 2016, Swami Records / Sub Pop)
- Metz / Mission Of Burma - "Good, Not Great" / "Get Off" (April 16, 2016, Sub Pop)
- "Acid" / "Slow Decay" (March 12, 2021, Sub Pop)
- Metz / Adulkt Life (March 4, 2022, Sup Pop)